# Гопнер, Серафима Ильинична
Серафи́ма Ильи́нична Го́пнер (Наташа — партийная кличка) (укр. Серафима Іллівна Гопнер, 26 марта (7 апреля) 1880 — 25 марта 1966) — советский украинский политический деятель, Герой Социалистического Труда (1960), доктор исторических наук (1934).

## Биография

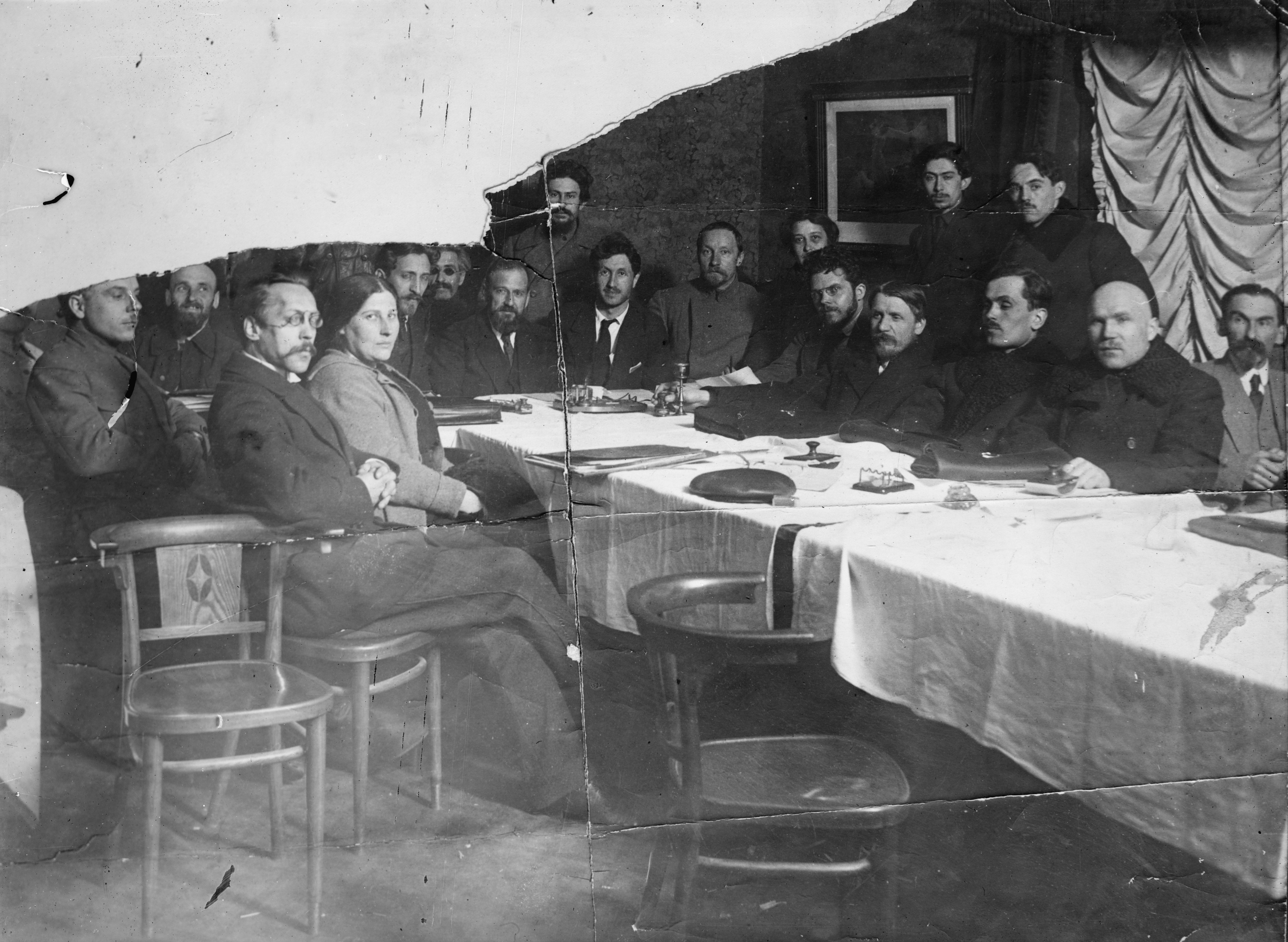
Серафима Гопнер в 1919 г.

Родилась в семье мелкого торговца. Еврейка по происхождению. Училась на юридическом факультете женских курсов в Одессе, а во время эмиграции на литературном отделении Парижского университета.
В юности С. Гопнер увлеклась социал-демократическими идеями и с 1901 года начала работу в нелегальных социал-демократических кружках. В 1903 г. она стала членом окончательно сложившейся РСДРП. Как член партии вела агитационную пропагандистскую работу в Одессе и Николаеве. В 1905 года Серафима Ильинична была избрана членом Екатеринославского комитета РСДРП, а затем стала его секретарём. В 1910 году она была вынуждена уехать во Францию, где находился центр русской политической эмиграции. За границей С. Гопнер вошла в состав Парижской группы содействия РСДРП и была членом Социалистической партии. В годы Первой мировой войны она проводила пропагандистскую работу среди русских эмигрантов-волонтёров французской армии. Кроме того, Серафима Ильинична принимала участие в организации международной конференции женщин-социалисток в Берне.
В 1916 году С. Гопнер вернулась на Родину и была на подпольной работе в Иркутске, Екатеринославе, Брянске. За свою политическую активность она была несколько раз ненадолго арестована полицией. После Февральской революции 1917 года Серафима Ильинична стала членом Екатеринославского комитета РСДРП(б). Кроме того, она была редактором газеты «Звезда» и членом местного Совета. Также она была делегатом VII Всероссийской (Апрельской) конференции РСДРП(б). В условиях Гражданской войны С. Гопнер занималась работой по установлению Советской власти на Украине. В 1918 году она была секретарём ЦК КП(б)У, а с августа 1919 года по январь 1920 года — начальником инструкторских курсов политуправления 12-й армии.

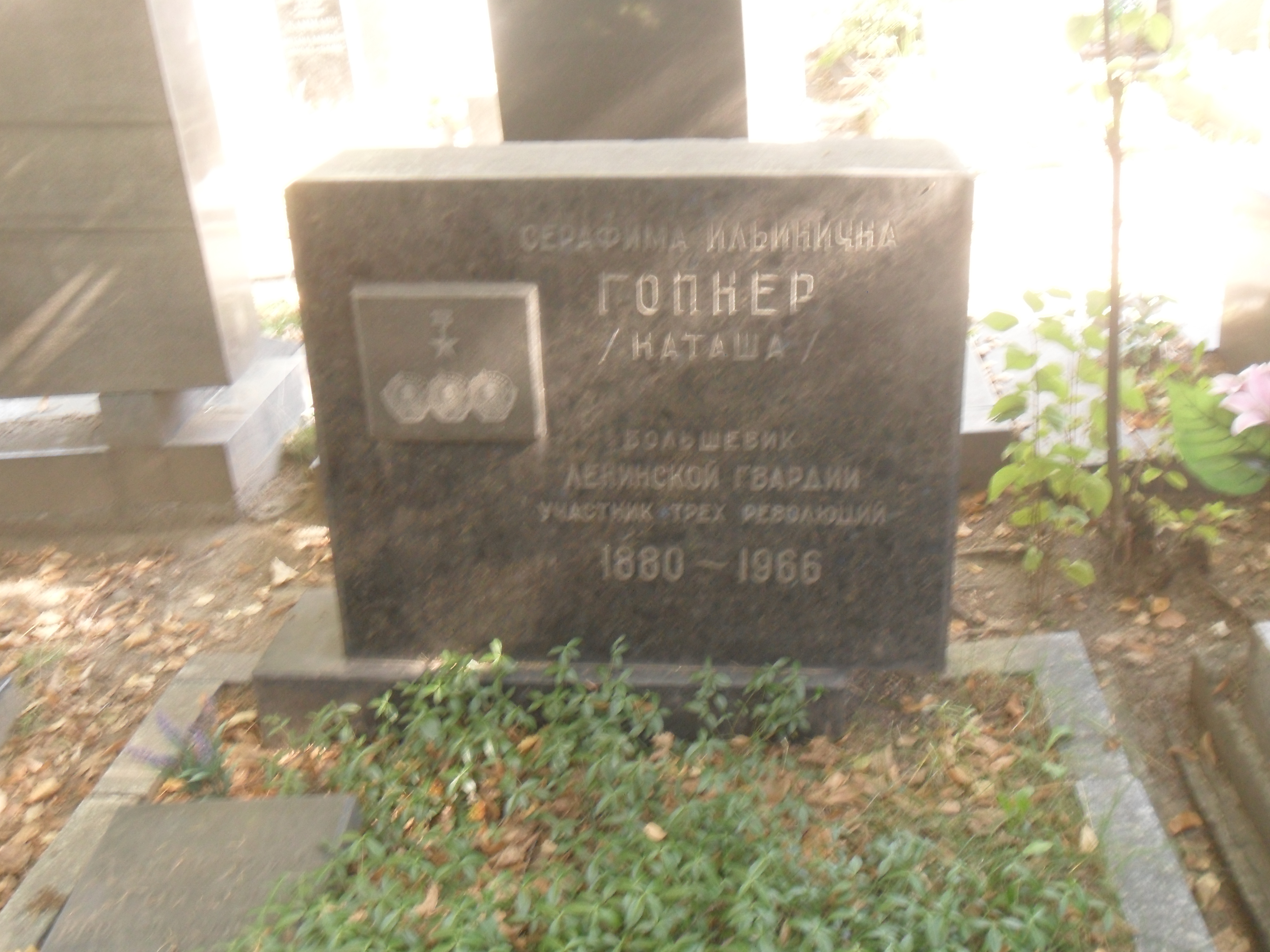
Могила С. И. Гопнер на Новодевичьем кладбище Москвы.

В период окончания Гражданской войны и уже в мирное время С. Гопнер продолжает заниматься партийной работой в агитационно-пропагандистской сфере. В 1920—1925 годах она была членом бюро и заведующей Агитационно-пропагандистским отделом Екатеринославского, Московского, Донецкого, Харьковского губкомов компартии. После недолгой работы в центральном аппарате (1925—1927 годы — заведующая Подотделом печати Отдела по работе среди женщин ЦК ВКП(б)) Серафима Ильинична возвращается в УССР, где становится членом ЦК КП(б)У (1927—1938 гг.), и работает в 1927—1929 годах сначала редактором газеты «Всеукраинский пролетарий», затем заместителем редактора газеты «Коммунист» (Харьков). Как представитель КП(б)У С. Гопнер была делегатом всех семи конгрессов Коминтерна, а также кандидатом в члены ИККИ (1928—1943). Кроме того, в 1928—1938] годах она была на ответственной работе в аппарате Коминтерна.
26 января—10 февраля 1934 года делегат XVII съезда ВКП(б) с совещательным голосом.
В 1934 года С. Гопнер стала доктором исторических наук. После этого она плавно отходит от активной партийно-политической работы и начинает заниматься научно-исследовательской деятельностью. В 1938—1945 годах Серафима Ильинична была заместителем редактора «Исторического журнала», а с 1945 года — старшим научным сотрудником ИМЛ при ЦК КПСС. Как историк С. Гопнер написала ряд научных работ по истории коммунистической партии и Третьего интернационала.
С. Гопнер была делегатом XV, XVI, XVII и XXII съездов компартии, избиралась членом ВЦИК и членом ЦИК СССР.
Похоронена на Новодевичьем кладбище в Москве.

## Награды
- Герой Социалистического Труда с вручением медали «Серп и Молот» (1960).
- 3 Ордена Ленина:

1. 08.03.1933 — «за выдающуюся самоотверженную работу в области коммунистического просвещения работниц и крестьянок».
2. 18.02.1954 — в связи с 50-летием общественно-политической деятельности и отмечая активное участие в революционном движении
3. 1960 — к званию Герой Социалистического Труда

## Память
Имя Гопнер носила одна из улиц в Днепропетровске.

## Киновоплощение
- 1967 — «Штрихи к портрету В. И. Ленина», фильм 1-й «Поимённое голосование». В роли Наташи Гопнер — Ирина Мирошниченко